# 帕順帕漢島
帕順帕漢島是印度尼西亞的島嶼，由西蘇門答臘省負責管轄，距離西夸伊島0.2公里，島上的沙灘有珊瑚礁，該島被外國投資者視作發展旅遊業的目標。